# Tordesillas
Tordesillas (spanskt uttal: [toɾðeˈsiʎas]) är en småstad och kommun i provinsen Valladolid i den autonoma regionen Kastilien och León i nordvästra Spanien. Staden ligger vid floden Duero, cirka 28 kilometer sydväst om Valladolid. Kommunen har 8 638 invånare (2024), på en yta av 141,68 km².
Tordesillas var ofta kungligt residens. Den 7 juni 1494 slöts här det så kallade Tordesillasfördraget mellan Spanien och Portugal. Varje år den 15 september anordnar staden en fest (fiesta): Toro de la Vega. Festen är känd som en rå tjurfäktningsturnering, med tjurrusning genom stadens gator.